# Vaneh Rangīneh
Vaneh Rangīneh (persiska: ونه رنگينه, Vandeh Rangīneh) är en ort i Iran.   Den ligger i provinsen Kermanshah, i den västra delen av landet, 500 km väster om huvudstaden Teheran. Vaneh Rangīneh ligger 1 564 meter över havet och antalet invånare är 162.
Terrängen runt Vaneh Rangīneh är kuperad norrut, men söderut är den platt. Runt Vaneh Rangīneh är det ganska tätbefolkat, med 60 invånare per kvadratkilometer. Närmaste större samhälle är Kūzarān-e Sanjābī, 16,0 km öster om Vaneh Rangīneh. Omgivningarna runt Vaneh Rangīneh är i huvudsak ett öppet busklandskap.